# Here You Come Again
Here You Come Again — девятнадцатый студийный альбом американской кантри-певицы Долли Партон, выпущенный 29 октября 1977 года на лейбле RCA Records. Он имел коммерческий успех, заняв 20-е место в Billboard Top LP’s & Tape США и 1-е место в чарте Hot Country Albums, а также был номинирован на премию American Music Awards в категории «Любимый кантри-альбом». Это был первый студийник Партон, получивший статус платинового от Американской ассоциации звукозаписывающих компаний за отгрузку одного миллиона копий.

## Оценки критиков
Billboard опубликовал рецензию на альбом в выпуске от 17 октября 1977 года, в которой говорилось: «Это, безусловно, самая доступная попытка Партон в области поп-кроссовера. Материал, с которым она работает, часть из которого принадлежит перу известных авторов, а часть написана ею самой, подаётся Партон вокалом маленькой девочки. Её сладкий, льющийся голос становится всё более и более приятным с каждой песней, излучая тёплую невинность. Нежный аккомпанемент струнных и духовых инструментов добавляет свежий, более тонкий эффект кантри. А сильная гитарная работа, включая педальный стил, не отвлекает от вокала певицы. Заглавный трек-сингл пластинки, который она исполнила в телевизионной трансляции Rock Awards, — это верный шанс попасть в Hot 100». 22 октября 1977 года Cashbox разместил следующий отзыв о Here You Come Again: «Приятные манеры Долли убедили многих бывших скептиков в том, что аудитория кантри-н-вестерн не имеет права на монополию на таланты этой певчей птички. С этим альбомом Долли делает огромный шаг в поп-мейнстрим с пикантным репертуаром, в котором лишь изредка встречаются банджо или ходы гитарного слайда. Но даже те, кто видел её выступление, будут, по крайней мере, слегка удивлены тем, насколько естественно Долли осваивает совершенно новый жанр».

## Коммерческие показатели
Пластинка достигла 1-го места в американском чарте Billboard Hot Country LP’s и 20-го места в Billboard Top LP’s & Tape. В Канаде она смогла подняться на 12-е место в RPM Canadian Albums.
Ведущий сингл с альбома, «Here You Come Again», вышедший в октябре 1977 года, возглавил в Billboard Hot Country Singles, занял 3-ю строку в Billboard Hot 100 и 2-ю в Billboard Easy Listening. В Канаде он также поднялся на первое место в в профильных чартах RPM Canadian Country Singles и RPM Canadian Easy Listening, в главном национальном рейтинге, RPM Canadian Singles, сорокопятка заняла седьмую позицию. В Австралии запись достигла 10-го места в хит-параде ARIA Top 100 Singles. Будучи выпущенной в 1980 году для британского рынка, работа Партон в UK Singles Chart смогла занять 75-е место.
В феврале 1978 года «Two Doors Down» и «It’s All Wrong, But It’s All Right» были выпущены как двойной сингл, нацеленный на поп- и кантри-чарты соответственно. Версия «Two Doors Down», выпущенная на сингле, была записана Партон в январе 1978 года и отличается от альбомной версии более поп-ориентированным звучанием. Она заменила оригинальную альбомную версию во всех последующих изданиях лонгплея. «Two Doors Down» взобрался на 19-е место в Billboard Hot 100 и 12-е в Billboard Easy Listening. В Канаде релиз побывал на 26-й позиции в RPM Canadian Singles и 7-й в чарте RPM Canadian Easy Listening. «It’s All Wrong, But It’s All Right» же возглавила кантри-хит-парады как в США, так и в Канаде.
В апреле 1980 года «Me and Little Andy» был выпущен синглом в Великобритании, но не попал в чарты.

## Значение
В 2022 году диск был включен в список ста лучших кантри-альбомов всех времён журнала Rolling Stone (№ 71).

## Список композиций
| №  | Название                             | Автор(ы)                 | Длительность |
| -- | ------------------------------------ | ------------------------ | ------------ |
| 1. | «Here You Come Again»                | Барри Манн, Синтия Вайль | 2:56         |
| 2. | «Baby, Come Out Tonight»             | Кати МакКорд             | 3:25         |
| 3. | «It’s All Wrong, But It’s All Right» | Долли Партон             | 3:19         |
| 4. | «Me and Little Andy»                 | Долли Партон             | 2:36         |
| 5. | «Lovin’ You»                         | Джон Себастиан           | 2:22         |

| №  | Название                   | Автор(ы)              | Длительность |
| -- | -------------------------- | --------------------- | ------------ |
| 1. | «Cowgirl & the Dandy»      | Бобби Голдсборо       | 3:46         |
| 2. | «Two Doors Down»           | Долли Партон          | 3:07         |
| 3. | «God’s Coloring Book»      | Долли Партон          | 3:13         |
| 4. | «As Soon as I Touched Him» | Норма Хелмс, Кен Хёрш | 3:09         |
| 5. | «Sweet Music Man»          | Кенни Роджерс         | 3:08         |

## Участники записи
В алфавитном порядке:

| Музыканты - Бен Бенай — педальная слайд-гитара - Гарри Блюстоун — концертмейстер - Дэйв Вулферт — педальная слайд-гитара - Иэн Гассман — бэк-вокал - Джей Грейдон — педальная слайд-гитара - Эд Грин — ударные - Ник ДеКаро — аккордеон, бэк-вокал - Джим Келтнер — перкуссия - Дэвид Линдли — слайд-гитара - Мирна Мэтьюз — бэк-вокал - Марти МакКолл — бэк-вокал - Джин Морфорд — бэк-вокал - Дин Паркс — соло-гитара, банджо - Долли Партон — ведущий вокал, бэк-вокал - Эл Перкинс — педальная слайд-гитара - Зедрик Тернбоу — бэк-вокал - Дэвид Фостер — клавишные, синтезатор - Дэвид Хангейт — бас-гитара | Производственный персонал - Иэн Андервуд — программирование синтезатора - Джимми Гетцофф — концертмейстер - Ник ДеКаро — струнные аранжировки, вокальные аранжировки - Фрэнк ДеКаро — координатор - Гэри Кляйн — продюсер - Чарльз Коппельман — исполнительный продюсер - Дин Паркс — ритмические аранжировки - Майк Риз — мастеринг - Линда Тайлер — помощник звукооператора - Дон Хендерсон — помощник звукооператора - Армин Штайнер — звукорежиссура, ремикширование Прочий персонал - Эд Караефф — фотография, арт-директор, дизайн - Майкл Манукян — разработка шрифта |

## Позиции в хит-парадах
Еженедельные чарты:
| Год       | Хит-парад                       | Высшая позиция | Пребывание |
| --------- | ------------------------------- | -------------- | ---------- |
| 1977—1978 | Австралия (Kent Music Report)   | 83             | нет данных |
| 1977—1978 | Канада (RPM Albums Chart)       | 12             | 30 недель  |
| 1977—1978 | США (Billboard Hot Country LPs) | 1              | 57 недель  |
| 1977—1978 | США (Billboard Top LP’s & Tape) | 20             | 47 недель  |

## Сертификации
| Регион | Сертификация | Продажи    |
| --- | ------------ | ---------- |
| Австралия (ARIA) | Золотой      | 35 000     |
| Канада (Music Canada) | Золотой      | 50 000^    |
| США (RIAA) | Платиновый   | 1 000 000^ |
| ^ Данные о тиражах приведены только на основе сертификации. · Данные о продажах + прослушиваниях приведены только на основе сертификации. |              |            |